# ベルベンノ・ディ・ヴァルテッリーナ
ベルベンノ・ディ・ヴァルテッリーナ（伊: Berbenno di Valtellina）は、イタリア共和国ロンバルディア州ソンドリオ県にある、人口約4,000人の基礎自治体（コムーネ）。

## 地理

### 位置・広がり
ソンドリオ県中部、ヴァルテッリーナに位置する。県都ソンドリオから西に10km、モルベーニョから東北東へ14km、ミラノから北北東へ90kmの距離にある。

#### 隣接コムーネ
隣接するコムーネは以下の通り。
- ブーリオ・イン・モンテ
- チェドラスコ
- コロリーナ
- フジーネ
- ポスタレージオ
- トッレ・ディ・サンタ・マリーア

### 地勢・地形
- 河川：アッダ川

### 地震分類
イタリアの地震リスク階級 (it) では、3 に分類される
。

## 行政

### 山岳部共同体
広域行政組織である山岳部共同体「ヴァルテッリーナ・ディ・ソンドリオ山岳部共同体」 (it:Comunità montana della Valtellina di Sondrio) （事務所所在地: ソンドリオ）を構成するコムーネの一つである。

### 分離集落
ベルベンノ・ディ・ヴァルテッリーナには、以下の分離集落（フラツィオーネ）がある。
- Sina, Foppa, Maroggia, Monastero, Pedemonte, Piasci, Polaggia, Pra Balzar, Prati Gaggio, Prato Maslino, Dusone, Regoledo, San Pietro